# Mälaren
Mälaren er Sveriges tredjestørste sø, kun overgået af Vänern og Vättern.
Søarealet er delt mellem landskaberne Västmanland, Uppland og Södermanland. Selv om dens areal er en femtedel af Vänerns, er Mälarens strandlinje på grund af et utal af sunde og vige næsten lige så lang som Vänerns. Søen rummer en overordentlig stor mængde af øer og har også stor landskabelig skønhed. Dens mange tilløb kommer fra et område, der i areal svarer til halvdelen af Danmark. Mälaren har sit udløb til Østersøen i Stockholm.
Skibsfarten på Mälaren er betydelig, og der findes havne i Västerås og Köping.
På øen Björkö findes resterne efter vikingetidens handelsby Birka, som er et af Sveriges vigtigste fortidsminder. 
Søen hed Logrinn på oldnordisk (andre staveformer er Logrum, Lögrinn, Lögrin, Lögen, Löer, Lör)[kilde mangler]